# Dina Korzun
Dianna Aleksandrovna Korzun (en ruso: Диа‌нна Александровна "Ди‌на" Ко‌рзун) —conocida como Dina Korzun— (Smolensk, 13 de abril de 1971) es una actriz rusa.

## Biografía
Korzun nació en Smolensk. Se graduó de la escuela secundaria y de la escuela de arte, estudió ballet y danza moderna. Después de graduarse de la Escuela de Teatro de Arte de Moscú, fue invitada a unirse al Teatro de Arte de Moscú Chéjov, donde fue actriz de teatro (1996-2000). Sus papeles principales fueron Katerina en Storm, Ella en I Can't Imagine Tomorrow y Helena en El sueño de una noche de verano. Hizo su debut en la pantalla en Country of the Deaf (1998) de Valery Todorovsky como Yaya, una joven sorda y con una enfermedad mental.
Su otro papel importante es el de Tanya en Last Resort (2000) de Paweł Pawlikowski, por el que ganó el premio a la mejor actriz revelación en los Premios del Cine Independiente Británico, el Festival de Cine de Londres (premio FIPRESCI), el Festival Internacional de Cine de Bratislava, Festival Internacional de Cine de Gijón y Thessaloniki Film Festival.
En 2006, fue nominada a Mejor protagonista femenina en el Premios Independent Spirit por su papel en Forty Shades of Blue como Laura, una joven rusa que vive en Memphis con un compañero músico mucho mayor. En 2009, fue nominada al premio Independent Spirit a la mejor actriz de reparto por la película Cold Souls.
En 2006, cofundó la fundación benéfica Podari Zhizn, que ayuda a niños que padecen enfermedades oncológicas y hematológicas. Fue reconocida como una de las 100 mujeres de la BBC en 2013.

## Premios y reconocimientos
- 1998 - Mejor Actriz del Gremio Ruso de Críticos de Cine por El país de los sordos
- 1999 - Mejor actriz en los premios Nika por El país de los sordos
- 2000 - Mejor actriz en el Festival de Cine de Tesalónica por Último recurso
- 2001 - Nominada a mejor actriz en los British Independent Film Awards (Mejor actriz revelación) por Last Resort
- 2001 - Mejor Actriz en el Festival de Cine de Londres (Premio FIPRESCI) por Último recurso
- 2001 - Mejor actriz en el Festival Internacional de Cine de Bratislav por Último recurso
- 2001 - Mejor Actriz en el Festival Internacional de Cine de Gijón por Último recurso
- 2006 - Nominada a Mejor Actriz en los Premios Independente Spirit por Cuarenta sombras de azul
- 2009 - Nominada a Mejor Actriz Femenina en los Gotham Awards por Souls for Sale
- 2010 - Nominada al premio Independent Spirit al mejor papel secundario femenino por Almas à Venda
- 2013 - 100 mujeres de la BBC[6]

## Filmografía
| Año  | Título                                    | Rol                                           | Notas      |
| ---- | ----------------------------------------- | --------------------------------------------- | ---------- |
| 1998 | Country of the Deaf                       | Yaya                                          |            |
| 2000 | The President and his granddaughter       | Tanya                                         |            |
| 2000 | Citizen of the head                       | Larissa Lushnikova                            | TV series  |
| 2000 | Last Resort                               | Tanya                                         |            |
| 2002 | The theory of binge                       | Svetik                                        |            |
| 2002 | Road                                      | Anna                                          |            |
| 2003 | No matter how well                        | Marina                                        | TV         |
| 2004 | Marfa                                     |                                               |            |
| 2005 | Forty Shades of Blue                      | Laura                                         |            |
| 2005 | Female Novel                              | Zhenya                                        | TV series  |
| 2007 | Kuka                                      | Lena                                          |            |
| 2008 | The Brothers Karamazov                    | Katerina Hohlakova                            | TV series  |
| 2008 | The subscriber is temporarily unavailable | Lana                                          | Miniseries |
| 2009 | Farewell Alina                            |                                               |            |
| 2009 | Mediator                                  | Esposa del asesino                            |            |
| 2009 | Cold Souls                                | Nina                                          |            |
| 2009 | Russian cross                             | María                                         | Miniseries |
| 2012 | After school                              | Zara, madre de Frida, la artista              | TV series  |
| 2013 | It all started in Harbin                  | Matryona, madre de Boris y Volodya Eybozhenko | TV series  |
| 2014 | Son                                       | Miniseries                                    |            |
| 2016 | Peaky Blinders                            | Gran Duquesa Izabella Petrovna                | Series 3   |